# Edward Meyrick

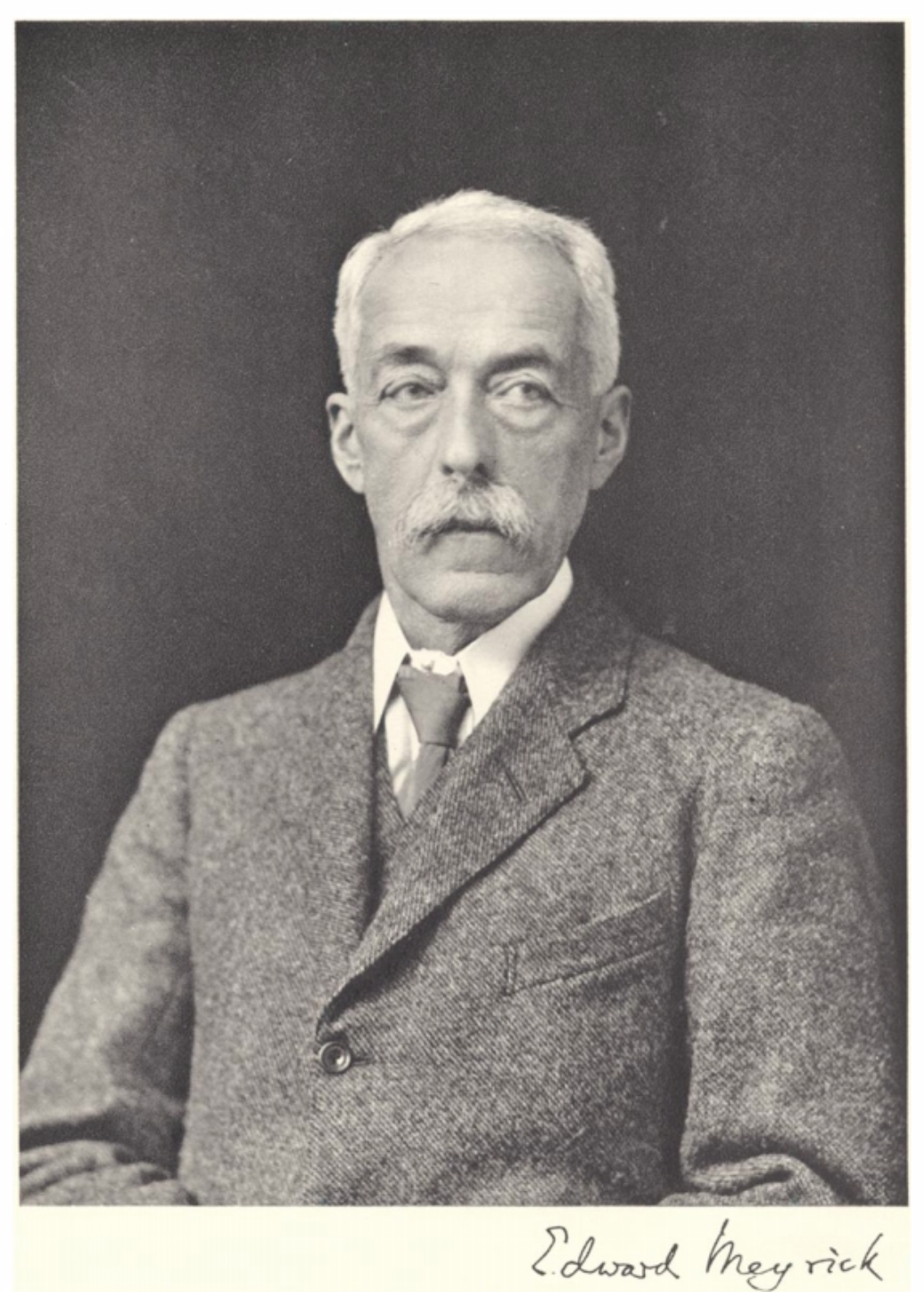
Edward Meyrick (1854–1938)

Edward Meyrick (* 24. November 1854 in Ramsgate; † 31. März 1938 in Thornhanger, Marlborough (Wiltshire)) war ein britischer Entomologe, spezialisiert auf Kleinschmetterlinge und deren Systematik.
Hauptberuflich unterrichtete er Altphilologie am Marlborough College. Dort und in Cambridge hatte er auch studiert. Er war auch ab 1877 zehn Jahre als Lehrer an der The King´s School in Parramatta in New South Wales in Australien. Er sammelte dabei in weiten Teilen Australiens und Neuseelands.
Er befasste sich vor allem mit ausländischen Kleinschmetterlingen aus Australien, Neuseeland, Südafrika, Südamerika und Indonesien. Er stellte auch nach ihm benannte Entwicklungsgesetze für Schmetterlinge auf.
Er war Fellow der Royal Society und der Royal Entomological Society in London.
Seine Sammlung von über 100.000 Exemplaren ist im Natural History Museum.

## Schriften
- Exotic microlepitdoptera, 4 Bände, 1912 bis 1936
- Handbook of British Lepidoptera, Macmillan 1895, 2. Auflage 1928, Archive

## Einzelbelege
1. ↑  Edward Meyrick, B.A., F.R.S., 1854–1938. Transactions and Proceedings of the Royal Society of New Zealand 1868-1961, Volume 68, pp. 141–142.